# Nola mesographa
Nola mesographa är en fjärilsart som beskrevs av William Schaus 1905. Nola mesographa ingår i släktet Nola och familjen trågspinnare. Inga underarter finns listade i Catalogue of Life.